# Jennifer Beals
Jennifer Beals (Chicago, Illinois, 1963. december 19. –) amerikai színésznő.

## Életpályája
Édesapja afroamerikai származású, édesanyja Amerikában született ír származású asszony. Felsőfokú tanulmányait a Yale Egyetemen végezte amerikanisztika szakon (B. A.). Nagyon hamar feltűnt a filmszakmában, már 1980-tól filmszerepeket kapott a következő filmekben: Az én testőröm (1980), Flashdance (1983), Frankenstein menyasszonya (1984), Kétes döntés (1988), A vámpír csókja (1988), A levesben (1992), Mrs. Parker és az ördögi kör (1994), Négy szoba - 404-es szoba (1995), Kék ördög (1995). A TV-filmek világában is sikeres szerepeket alakít és alakított, a 2000 Malibu Road egyik főszerepét játszotta 1992-ben. Filmes karrierje az ezredforduló után is töretlenül folytatódik.

## Filmjei
- Boba Fett könyve (sorozat) (2021)
- Taken (sorozat) (2016-)
- The Last Tycoon  (2016)
- Before I Fall (2016)
- Manhattan Night (2016)
- The White Orchid (2016)
- Korlátok nélkül (Full Out) (2015)
- Proof (sorozat) (2015)
- The Chicago Code (sorozat) (2011)
- Éli könyve (2010)
- Átok 2. (2006)
- ...és lábtörést! (2005)
- Feneketlen mélység (2005)
- Lot (2005)
- Kapd el a kölyköt! (2004)
- L (2004)
- A dívák mind meghalnak (A Bűn útján) (2002)
- Jóban-rosszban (2001)
- Jó útra térni (2001)
- New Orleans-i történet (2001)
- Vihar után (2001)
- Az elveszett anthrax (2000)
- Légörvény 2.: Halálfélelem (2000)
- Az angyalok háborúja 2. (1998)
- A diszkó végnapjai (1998)
- Ép testben... (1998)
- Muri (1998)
- Botrányos szerelem (1997)
- Félszemű Jimmy nyomában-Szociális katasztrófafilm (1996)
- Kék ördög (1995)
- Négy szoba (1995)
- Oltári tánc (1995)
- Mrs. Parker és az ördögi kör (1994)
- Éjszakai bagoly (1993)
- Levesben (1992)
- Malibu Road 2000 (1992)
- Perverz játék (1992)
- Libidó a szerelemhez (1991)
- Doktor M (1990)
- A vámpír csókja (1989)
- Kétes döntés (1988)
- Frankenstein menyasszonya (1985)
- Tánc, a csodák csodája (1985)
- Kötéltánc (1984)
- Flashdance (1983)